# Pieter Aspe

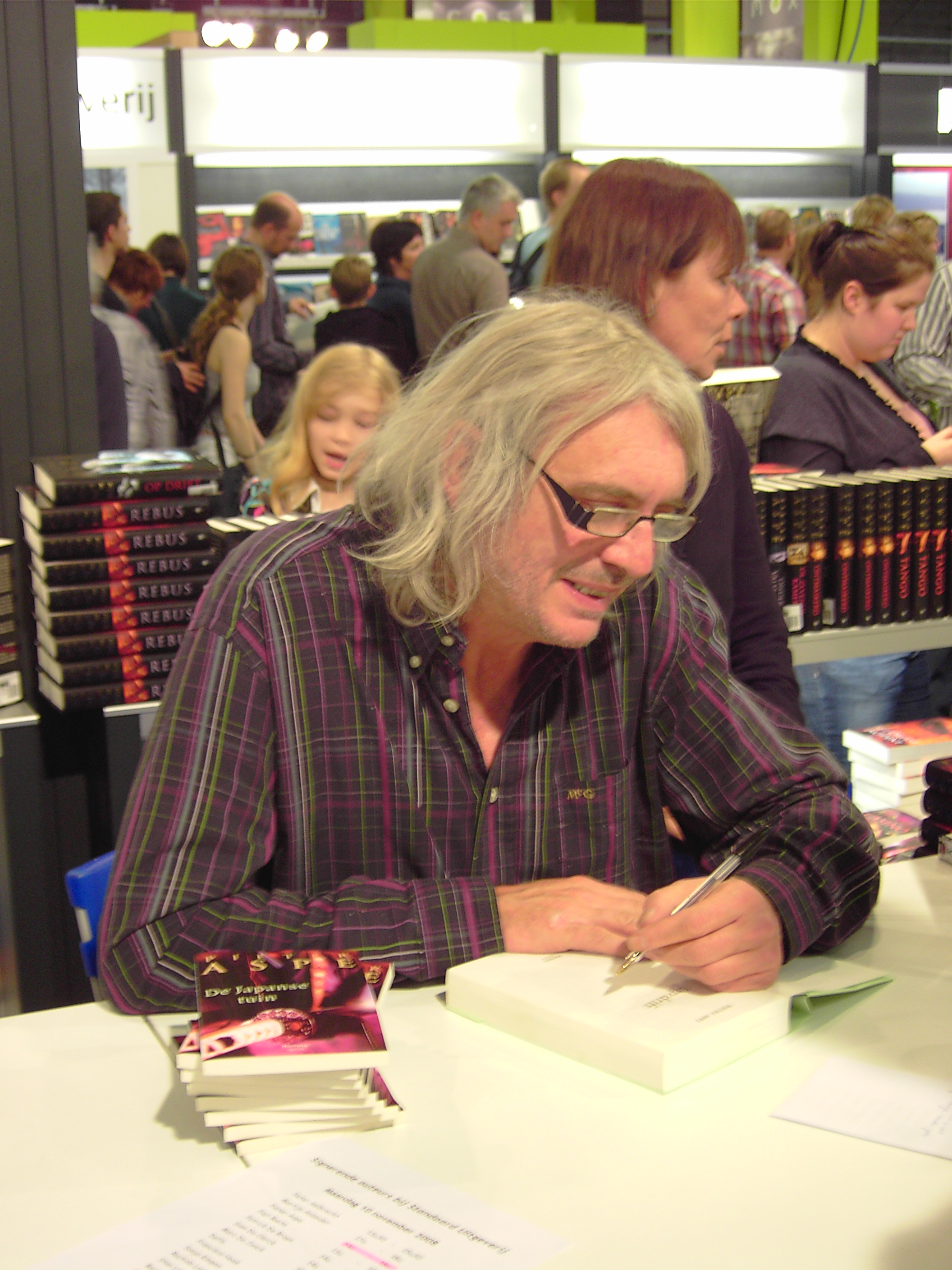
Pieter Aspe (2008)

Pieter Aspe, eigentlich Pierre Anna Gaston Aspeslag, verschiedentlich verkürzt auf Pierre Aspeslag (* 3. April 1953 in Brügge; † 1. Mai 2021 ebenda), war der meistgelesene belgische Kriminalschriftsteller. Seine Bücher schrieb er in niederländischer Sprache.

## Leben
Pieter Aspe studierte Lateinwissenschaften am Sint Leocolleg in Brügge. Im Jahr 1976 kandidierte er erfolglos für die Christdemokraten bei den Gemeindewahlen. Er arbeitete nach dem Studium in verschiedenen Berufen wie zum Beispiel als Verkäufer, Magazinarbeiter, Fotograf, Hausmeister und bei der Schifffahrtspolizei. Ab 1996 widmete er sich nur noch der Schriftstellerei. Im Jahr 2006 erlitt er einen schweren Herzinfarkt. Seit 2020 hatte er eine schwere Erkrankung der Lunge. Er starb nach längerer Krankheit in einem Krankenhaus in Brügge.
Pieter Aspe war dreimal verheiratet. Nach dem Tod seiner zweiten Ehefrau im Jahr 2016 heiratete er 2018 seine Frau Tamara. Er hatte zwei Töchter und lebte in Blankenberge.

## Werke
Aspes Werke wurden in zehn Sprachen übersetzt und es wurden insgesamt mehr als 3,5 Millionen Bücher verkauft.

### Pieter-van-In-Serie
Protagonisten dieser Serie sind Kommissar Pieter van In und die stellvertretende Staatsanwältin Hannelore Martens, die im Verlauf der Romane zu van Ins Geliebten wird. Orte des Geschehens sind überwiegend Brügge, vereinzelt auch Blankenberge und Antwerpen. Erst seit 2005 werden Aspes Kriminalromane auch in deutscher Sprache durch den Frankfurter Fischer-Verlag veröffentlicht.
- 1995 Het vierkant van de wraak (dt. Das Quadrat der Rache. Fischer TB-Verlag, Frankfurt/M. 2005, ISBN 3-596-16270-X)
- 1996 De Midasmoorden (dt. Die Midas-Morde. Fischer TB-Verlag, Frankfurt/M. 2005, ISBN 3-596-16269-6)
- 1997 De kinderen van Chronos (dt. Die Kinder des Chronos. Fischer TB-Verlag, Frankfurt/M. 2006, ISBN 978-3-596-17095-1)
- 1998 De vierde gestalte (dt. Die vierte Gestalt. Fischer TB-Verlag, Frankfurt/M. 2007, ISBN 978-3-596-17297-9)
- 1999 Het Dreyse incident
- 2000 Blauw bloed (dt. Blaues Blut. Fischer TB-Verlag, Frankfurt/M. 2008, ISBN 978-3-596-17889-6)
- 2000 Dood tij
- 2001 Zoenoffer
- 2001 Vagevuur
- 2002 De vijfde macht
- 2002 Onder valse vlag
- 2003 Pandora
- 2003 13
- 2004 Tango
- 2004 Onvoltooid verleden
- 2005 Casino
- 2005 Ontmaskerd
- 2006 Zonder spijt
- 2006 Alibi
- 2007 Rebus
- 2007 Op drift
- 2008 De zevende kamer
- 2008 Bankroet
- 2009 Misleid
- 2009 De Cel
- 2010 De Vijand
- 2010 Erewoord
- 2011 Postscriptum
- 2011 Solo
- 2012 Eiland
- 2012 Min 1
- 2013 Het laatste bevel
- 2013 Het Janussyndroom
- 2014 (Pijn)3
- 2014 Zonder voorschrift
- 2015 De doos
- 2015 Het oor van Malchus
- 2016 Import
- 2017 Exit
- 2017 De butlerknop
- 2018 Van In Episode 1
- 2019 Van In Episode 2

### Einzelwerke
- 1998 Grof Wild
- 2002 De Japanse Tuin
- 2010 Kat en Muis
- 2012 De Laatste Rit
- 2015 De oxymorontheorie
- 2017 Blankenberge blues. Gemeinsam mit Koen Strobbe.

### Jugendbücher
- 1998 Bloedband
- 1999 Luchtpost

## Comics mit Kommissar Pieter van In
- 2004 Het vierkant van de wraak. Zeichner: Patrick Van Open
- 2005 De Midasmoorden. Zeichner: Patrick Van Open
- 2007 Het Liefdesnest. Zeichner: Luc de Maeyer
- 2008 De Ijskoningin. Zeichner: Luc de Maeyer

## Hörspiel
Das flämische Radioprogramm VRT (Vlaamse Radio- en Televisieomroep) sendete bereits ab 2001 Hörspiele nach den Kriminalromanen von Pieter Aspe.

## Film
- Mit bisher 114 Episoden in neun Staffeln[4] verfilmte die Vlaamse Radio- en Televisieomroep Aspes Kriminalromane. Die Sendetermine lagen zwischen dem 13. Februar 2004 und dem 24. April 2013.
- Das Zweite Deutsche Fernsehen sendete die aus dem Flämischen synchronisierten Filme  Die Affaire Dreyse (5. Juli 2009), Blaues Blut (12. Juli 2009) und Der Tote im Sand (19. Juli 2009).

## Auszeichnungen
- 2001 Hercule-Poirot-Preis für Zoenkoffer
- 2002 Humo’s Gouden Bladwijzer für De viifde macht
- 2010 Hercule-Poirot-Ehrenpreis für sein Lebenswerk[3]